# Албана (Удине)
Албана (итал. Albana) је насеље у Италији у округу Удине, региону Фурланија-Јулијска крајина.
Према процени из 2011. у насељу је живело 179 становника. Насеље се налази на надморској висини од 104 м.